# Хуейнен
Дацзянь Хуейнен — патріарх китайського чань-буддизму, одна з найважливіших фігур в традиції. Хуей-Нен був шостим і останнім загальним патріархом чань. У японській традиції Хуей-Нен відомий під ім'ям Дайкан Ено. Хуей-Нен відстоював «раптовий» підхід до буддистської практики і просвітління, і в зв'язку з цим вважається засновником південної школи чань, що стала з плином часу панівною.

## Біографія

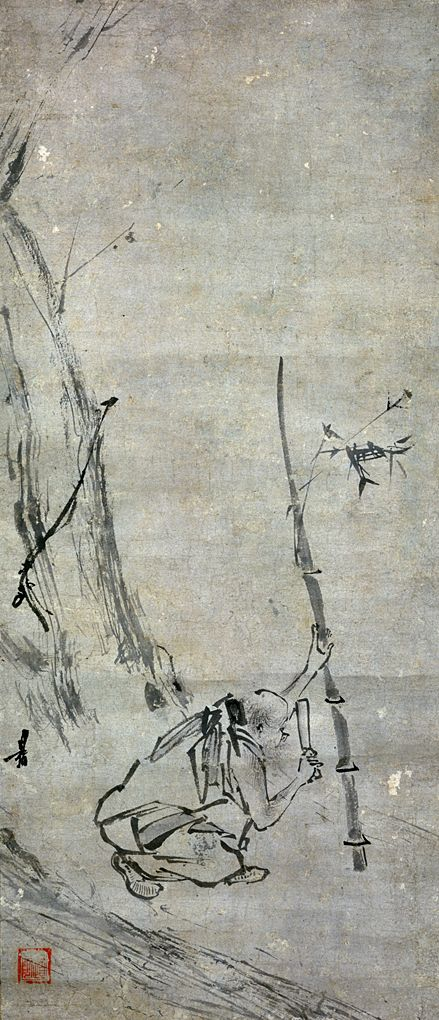
Шостий Патриарх рубає бамбук, картина Лян Кая

Хуей-нен народився в сім'ї Лу в 638 році в Синьчжоу (суч. Синьсиндун, провінція Гуандун). Батько Хуей-нена помер, коли той був ще дитиною. Через бідність сім'ї у нього не було шансів здобути освіту, тому через деякий час він обрав професію дроворуба. Одного разу Хуей-нен випадково почув людину, що читає Алмазну сутру, і відразу ж знайшов пробудження. Після цього він вирішив вирушити до монастиря п'ятого патріарха Хунженя, який навчав цієї сутри, щоб стати його послідовником.
Через деякий час Хунжень став вибирати собі наступника, пропонуючи громаді написати гатху (короткий вірш), що зображає вчення. Хуей-нен не вмів писати, але з допомогою юного ченця він записав свою гатху. Побачивши цю гатху, Хунжень вирішив вибрати наступником Хуей-нена. Після цього п'ятий патріарх в таємниці від інших вручив Хуей-нену чашу і рясу, тим самим призначивши його шостим патріархом.
Хуей-нен повертається на південь Китаю і з 16 років веде життя відлюдника. Офіційно він отримує свій титул патріарха в монастирі Фасінси в 676 році. У 677 року він перебирається в монастир Баоліньси в Шаочжоу (суч. Шаогуань). В іншому монастирі цього міста, Дафаньси, він роз'яснює «таємне вчення» Праджняпараміти і проповідує «раптове вчення» про просвітління за допомогою «позазнакових приписів». Кілька разів він запрошується постати перед імператором, але відмовляється від запрошень. Посмертно отримує титул «Велике Зерцало» від імператора Сянь-цзуна (806-821).
Перед самою смертю Хуейнен вимовив наступну гатху:
|  | В нерухомості не виховати доброти. Здіймаючись вгору, не чини зла. Перебуваючи в спокої, відмовся від того, щоб бачити і чути. Бувши спокійним, перебувай своїм серцем ніде. |

Після цього, згідно з переказами, він вимовив «Я йду!» і зник.